# アサマシジミ

アサマシジミ（浅間小灰蝶 Lycaeides subsolana）は、チョウ目（鱗翅目）シジミチョウ科に属するチョウの一種。 

## 概要
翅裏は灰色で、外縁に沿ってオレンジ色の帯がある。ヒメシジミ・ミヤマシジミとよく似ているが、この2種の雄の翅表にある青色はやや紫がかる。
卵で越冬する。幼虫の食草はナンテンハギ、イワオオキなどのマメ科植物。食草付近の枯葉などに1つずつ産みつける。年一化性で、成虫は6・7月に発生。

## 分布
北海道および中部地方の中高山帯の草原で見られる。国外ではロシア極東地域、中央シベリア、中国東北部、朝鮮半島に分布。